# Batalha de Imas
A Batalha de Imas (em latim: Immae) ou Batalha da Antioquia (em árabe: معركة أنطاكيا) foi travada em 272 entre o exército romano do Imperador Aureliano e os exércitos do Império Palmireno, cuja líder, a rainha Zenóbia, tinha usurpado o controle romano sobre as províncias orientais. 

## Antecedentes e Prelúdio da Guerra
Durante a crise do terceiro século, Roma havia perdido sua capacidade de defender suas províncias orientais da invasão Sassânida. Odenato, um chefe de Palmira, improvisou um exército que provou ser bem sucedido em repelir o ataque de Sassânida. Ele foi tão bem sucedido que Galiano fez dele um rei e protetor do império oriental.  Após sua morte, sua esposa, a Rainha Zenóbia, assumiu o controle direto (através de seu filho) das províncias do Império Romano do Oriente que estavam sob proteção de Palmira. Através de sagaz diplomacia, ela conseguiu expandir suas propriedades para o Egito e convenceu grande parte da Ásia Menor a chamar Palmira de capital, efetivamente conquistando um Império Palmireno. Publicamente, ela manteve a fachada de uma parceria com Roma em todos os momentos, colocando seu filho na posição subordinada a Aureliano em todos os documentos oficiais, papel timbrado e moedas que foram cunhadas. 
Aos olhos de Aureliano, sua entrada no Egito, ainda considerada uma província estritamente pessoal do Imperador, era nada menos do que uma declaração de guerra. Apesar disso, Aureliano foi incapaz de desafiar suas ações diretamente devido à constante invasão por tribos germânicas. Finalmente, depois de devastadoras vitórias sobre os alamanos, fortalecendo a região com muralhas da cidade e abandonando Dácia, sentiu que Roma estava segura o suficiente para iniciar uma campanha no leste. 

## Preparações

### Preparações Romanas
Percebendo que seu exército era pesado demais para invadir o Egito com eficiência, Aureliano enviou um de seus generais com uma frota para tentar expulsar a guarnição de Palmira que estava estacionada ali. Enquanto isso, uma vez que o imperador Aureliano restaurou seu exército em sua força total, ele começou a marchar em direção à cidade de Antioquia . 

### Preparações palmirenas
Percebendo que a farsa havia terminado, a rainha Zenóbia abandonou todos os pretextos e mandou seu filho se declarar Augusto e mobilizar um exército para encontrar-se com Aureliano no campo sob o comando de seu grande general Zabes. 

## A batalha
Ambos os exércitos tomaram o campo "perto" de Antioquia em Imas (perto de Reianli, na Turquia) em formações tradicionais de batalha com infantaria no centro e cavalaria nos flancos. Zabes tinha duas grandes vantagens à sua disposição: primeiro era a superioridade de suas Catafractário e a segunda era o calor extremo ao qual os romanos não estavam adaptados. Aureliano também entendeu a situação e planejou usar uma tática implementada por Cláudio Gótico contra os godos, transformando ambas as desvantagens em vantagens decisivas. 
Depois de algumas escaramuças, Zabes quis aproveitar a iniciativa e pediu uma carga de cavalaria que obrigou Aureliano a atacar com sua própria carga de cavalaria. Quando as duas forças estavam próximas de colidir, a cavalaria ligeira romana subitamente rompeu as fileiras, derrotou e saiu do campo de batalha. Zabes, sedento por sangue e certo da vitória, ordenou que suas Catafractário muito mais pesadas os perseguissem. Depois de um tempo, a longa perseguição e o sol quente começaram a se desgastar mais a cavaria pesada de Palmira, mas sua confiança aparentemente inabalável na superioridade de sua cavalaria estimulou-os a seguir em frente.  Em um ponto predeterminado, os romanos se voltaram e de repente atacaram a cavalaria exausta e surpresa. A armadilha foi devastadora e pouquíssimos cavaleiros palmirenos conseguiram sobreviver. 
Depois de ouvir da destruição de sua cavalaria, Zabes percebeu que o dia estava perdido. Sua infantaria não era páreo para os legionários endurecidos pela batalha e imediatamente ordenou uma retirada completa para Antioquia. Entendendo a inevitabilidade da queda de Antioquia, a Rainha Zenóbia e Zabes reabasteceram suas forças e as moveram sob o manto da escuridão de Antioquia para Homs. 

## As conseqüências
De manhã, os altos funcionários de Antioquia descobriram que tinham sido abandonados e a reputação de Aureliano por retribuição selvagem começou a enchê-los de medo paralisante. Não tendo escolha, abriram os portões para Aureliano e se prepararam para o pior. Em uma jogada surpresa, Aureliano não matou os lideres da cidade nem sequer permitiu que suas tropas saqueassem a cidade, mas, em vez disso, concedeu uma anistia geral. Essa demonstração de misericórdia teve um efeito ondulante em todo o leste, cidade após cidade, não mais temendo retaliação, aceitando sua reincorporação pacífica ao redil do Império Romano. 